# Référendum constitutionnel comorien de 1992
Le référendum présidentiel comorien de 1992 a lieu le 7 juin 1992. Il soumet au peuple comorien une nouvelle Constitution réduisant le nombre de mandats présidentiels à deux maximum et transformant le Parlement en un Parlement bicaméral avec la création d'un Sénat.
Cette réforme constitutionnelle est approuvée par 75,66 % des votants. 

## Résultats
| Choix                     | Votes   | %     |
| ------------------------- | ------- | ----- |
| Pour                      | 100 792 | 75,66 |
| Contre                    | 32 433  | 24,34 |
|                           |         |       |
| Votes valides             | 133 225 | 98,14 |
| Votes blancs et invalides | 2 525   | 1,86  |
| Total                     | 135 750 | 100   |
| Abstention                | 77 250  | 36,27 |
| Inscrits/Participation    | 213 000 | 63,73 |